# آنیکا اونورا
آنیکا اونورا (انگلیسی: Anyika Onuora؛ زادهٔ ۲۸ اکتبر ۱۹۸۴) ورزشکار دو و میدانی اهل بریتانیا است.